# La que arman las mujeres
La que arman las mujeres es una película española de comedia estrenada el 11 de agosto de 1969, dirigida por Fernando Merino y protagonizada en los papeles principales por Manolo Gómez Bur, Juanjo Menéndez y Ana María Vidal.

## Sinopsis
En un chalé situado en las afueras de Madrid vive un médico psiquiatra, de vida alegre. Ha engañado a un buen número de mujeres, pero siempre les ha dado el nombre y la dirección de Modesto, un antiguo compañero de colegio. Pero como los familiares de sus conquistas lo han localizado, se ve obligado a abandonar la vivienda. Pronto se instala en chalé un nuevo inquilino llamado Sebastián, un veterinario que espera vivir con tranquilidad en su nuevo hogar.

## Reparto
- Manolo Gómez Bur: Sebastián.
- Juanjo Menéndez: Modesto.
- Ana María Vidal: Rosita.
- Margot Cottens: Carmela.
- Rafaela Aparicio: Nicolasa.
- Florinda Chico: Benita.
- Valeriano Andrés
- Antonio Giménez Escribano: Padre de Rosita.